# Franse parlementsverkiezingen 1820
Op 4 en 13 november 1820 werden er in Frankrijk parlementsverkiezingen gehouden. Het waren de tweede parlementsverkiezingen ten tijde van de Tweede Restauratie.
Alleen belastingbetalers waren kiesgerechtigd. Op 4 november werd drie vijfde van de Kamer van Afgevaardigden (Chambre des Députés) gekozen. Op 13 november werd het twee vijfde deel van de Kamer gekozen. Tijdens deze tweede ronde mochten alleen zeer vermogende belastingbetalers stemmen.

## Uitslag
| Politieke stroming | zetels |
| ------------------ | ------ |
| Rechts             | 187    |
| Liberaal-links     | 33     |